# 椿火呂花
椿 火呂花（つばき ひろか、3月24日 - ）は、元宝塚歌劇団・宙組の男役。
東京都大田区、実践女子高等学校出身。身長168cm。愛称は、ゆうか。

## 略歴
- 1993年4月、宝塚音楽学校に入学。
- 1995年3月、81期生として宝塚歌劇団に入団。入団時の成績は31番。『国境のない地図』で初舞台。同期には卒業生の大和悠河、真飛聖、ふづき美世、舞風りらなどがいる。同年、星組に配属。
- 2001年10月、宙組へ組替え。
- 2001年11月、「カステル・ミラージュ」の新人公演で初主役を務める。
- 2002年4月、「エイジ・オブ・イノセンス」でバウホール初主役を果たす。
- 2003年6月、「傭兵ピエール/満天星大夜總会」の千秋楽を最後に宝塚歌劇団を退団。
- 芸名は、好きな花から1字であまり使われていないものから「椿」を選び、「火呂」は尊敬する当時専科に所属していた城火呂絵から取った。
- 退団後は、舞台やディナーショーやライブの出演の他、ボランティア活動などにも参加しており、その様子は自身のブログに度々報告されていたが、2010年8月9日をもってブログを一時休止したが、2011年2月1日よりブログを再開。

## 宝塚歌劇団時代の主な舞台

### 星組時代
- 1998年6月、「皇帝／ヘミングウェイ・レビュー」新人公演：ユリウス（本役：音羽椋）
- 1999年8月、「夢・シェイクスピア -夏の夜の夢-」（バウ・東京特別）ヘンリー
- 1999年10月、「我が愛は山の彼方に／グレート・センチュリー」新人公演：ジュチ（本役：朝宮真由）
- 2000年3月、「聖者の横顔」（バウ・東京特別）ピエトロ
- 2000年5月、「黄金のファラオ／美麗猫」新人公演（宝塚）：セイタハト（本役：絵麻緒ゆう）／（東宝）：ナクトム（本役：久城彬）
- 2000年5月、「黄金のファラオ／美麗猫」（全国ツアー）エムサ
- 2001年1月、「花の業平／夢は世界を翔けめぐる」真信、新人公演：藤原基経（本役：香寿たつき）
- 2001年3月、「ベルサイユのばら2001 -オスカルとアンドレ編-」ミッシェル、新人公演：フェルゼン（本役：安蘭けい）
- 2001年6月、「イーハトーヴ夢」（バウ・東京特別）カンパネルラ

### 宙組時代
- 2001年11月、「カステル・ミラージュ -消えない蜃気楼-／ダンシング・スピリット!」サム、新人公演：レオナード・ルビー（本役：和央ようか） ＊新人公演初主役
- 2002年2月、「エイジ・オブ・イノセンス -美徳の微笑-」（バウ・東京特別）ニューランド・アーチャー　＊バウホール初主演
- 2003年5月、「傭兵ピエール／満天星大夜總会」ラ・イール　＊退団公演

## 宝塚歌劇団退団後の主な舞台
- 2008年4月、「情熱のパソドブレ」（心斎橋そごう劇場・北沢タウンホール）エミリオ・バレラ ＊主演
- 2009年4月、「月光のカンタータ」（心斎橋そごう劇場）アルベール ＊主演
- 2011年8月、韓流王宮ミステリーロマン「光と闇の迷宮」／Heat up Revue「ASIAN TYPHOON」（よみうり文化ホール）